# 喇叭形玉環

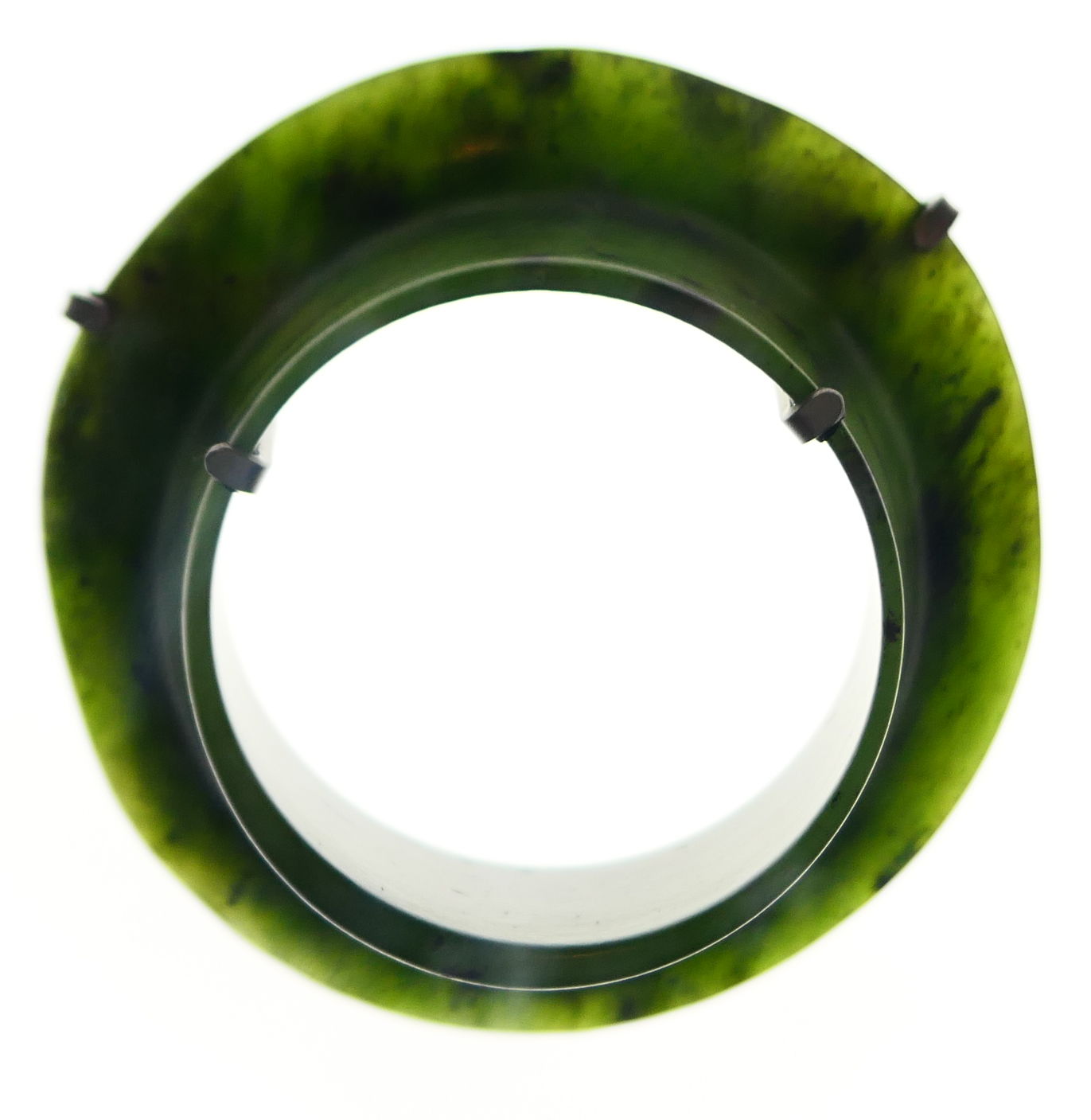
國立臺灣史前文化博物館典藏之國寶喇叭形玉環（©Pbdragonwang）

喇叭形玉環，是作為手環的一種環形玉飾，屬於單凸領環。由塊狀玉材一體成形琢磨而成，其斷面略呈「L」形，環身的一面向外擴張，如同喇叭形狀，擴張處的弧度極為滑順。是東南亞新石器時代中期成人女性之陪葬品。為單凸領環，環身一面擴張如喇叭口狀，主要分布於臺灣及中南半島以南臺灣新石器時代晚期的考古遺址曾出土數件此類玉器，其中又以卑南遺址出土最多，計有8件。

## 特徵
喇叭形玉環器屬於單凸領環之一，為有領玉環之形制之一種。
有領玉環有多種稱謂，有領璧、高領璧、凸領璧、凸唇璧、凸緣璧、帶肩環、突棱璧、T字形環、玉釧、凸好郭器等。在考古與研究領域，已普遍使用「有領玉環」稱呼之。而有領玉環又分為雙凸與單凸兩類，單凸其斷面為L形，亦有部分學者仍稱為T形。
臺灣單凸領環有如雙凸領環截半之垂直角度「L」形縱斷面型，也有圓弧化「丿」變化趨於喇叭形者。圓弧化的喇叭形玉環似乎表現出不同於「L」形縱斷面型的「凸領環」形制規整風格，有可能受中南半島的貝環風格影響。
臺灣目前發現之喇叭型玉環，主要以臺灣玉製成，少數為其他石質。通體磨製精細，環內徑近正圓，且未見「旋截」的痕跡。

## 器物功用
卑南遺址出土的手環中，以板岩石環數量最多，其佩戴數量多為1至7件式的組合，佩戴在單手或雙手手腕上；而喇叭形玉環的佩戴則是單獨1件佩戴於單體葬的女性成人之左手臂上，方向是喇叭開口面朝上，大約可推至接近手肘關節處。喇叭形玉環經常會搭配管珠項鍊或鈴形玉珠頭飾作為陪葬，因鈴形玉珠既珍貴且稀少，推測同時配戴喇叭形玉環及鈴形玉珠的墓主，應該具有特殊的社會地位。

## 來源探討
於同時期或稍早的臺灣周邊地區，中國華南、西南一帶較流行的是雙凸領環及單凸領環，其材質有玉質也有青銅質，又以雙凸領環居多。而臺灣至今尚未發現雙凸領環，亦沒有青銅材質製作的，因此，有學者認為臺灣有的單凸領環以及外形經過轉化的喇叭形玉環，似乎不是直接來自中國西南、華南，而可能是受到中南半島地區其他風格傳布的影響。

## 分布與典藏
喇叭形玉環於卑南遺址出土最多，於1980年代搶救發掘時期臺東縣政府採集標本至少2件、國立臺灣大學採集標本6件。除卑南遺址外，全臺至少有4處史前遺址出土，包括南投縣覆鼎金考古遺址出土1件、宜蘭縣丸山遺址出土1件、雲林縣古坑大坪頂遺址第I地點文化層出土1件以及臺南市北三舍遺址大湖文化烏山頭期地層出土1殘件。其中覆鼎金考古遺址出土於繩紋陶文化層上部，其年代可能較早或者約略與其他遺址相當，其餘年代較卑南遺址稍晚，形制有所變化，器形似有小型化之趨勢。
喇叭形玉環主要分布在臺灣及中南半島以南，在同時代或稍早的東亞史前時代中，分布範圍較雙凸領環小，兩者僅於東南亞等部分地區重疊，單凸領環數量明顯稀少。臺灣亦尚未發現雙凸領環出土。
喇叭型玉環製品稀少，保存完整者僅見臺東卑南考古遺址、宜蘭丸山考古遺址以及雲林古坑大坪頂考古遺址。臺南北三舍遺址大湖文化烏山頭期地層曾出土一殘件。 而覆鼎金考所見之喇叭型玉環，得以做為台灣東部、西部交通及交換體系之證明，此址另發現少量屬於與東部區域交換或交易之玉器、玉料，另亦可見玉器處理之切鋸刀。
目前被台灣各級政府列為重要文物者有：
國寶喇叭型玉環
1980年代自卑南遺址石板棺出土，依台灣「古物分級登錄指定及廢止審查辦法」第 4 條第 1 項指定為國寶。外環徑 9.38 公分、內環徑 5.88 公分、環高 3.09 公分、重量105.9公克。玉件綠而通透，帶少量鉻鐵黑斑。此為卑南遺址出土喇叭形玉環中，器形完整且品質最精良者，現存於國立臺灣史前文化博物館。
卑南文化喇叭形玉環二件
1980年代出土，依台灣「古物分級登錄指定及廢止審查辦法」第 3 條第 1 項指定為重要古物。第一件外環徑 9.99 公分、內環徑 5.65 公分、環高 2.85 公分，重量99.5公克。玉件呈淺黃綠色，質佳、磨製精良；第二件外環徑 9.94 公分、內環徑 5.67 公分、環高 2.46 公分，重量87.3公克。玉件呈黃綠色，器身帶斷裂修復痕及小穿孔，出土於墓葬人骨之左手臂，喇叭口朝上。皆現存於國立臺灣史前文化博物館。
覆鼎金考古遺址喇叭型玉環
2021年出土。內環徑6公分，環高1.2公分，重量87.2公克。本體全件細磨製，可能曾有拋光處理，現已有所白化。，於2022年指定為一般古物。